# Roberto Mussi
Roberto Mussi (* 25. August 1963 in Massa) ist ein ehemaliger italienischer Fußballspieler, der während seiner aktiven Karriere von 1981 bis 1999 für US Massese, AC Parma, AC Mailand und Torino Calcio sowie für die italienische Fußballnationalmannschaft aktiv war.

## Karriere

### Im Verein
Roberto Mussi begann seine Karriere im Jahr 1981 bei der US Massese, für dessen Mannschaft er in der Saison 1981/82 erstmals in der Serie D auflief und 22 Partien für das die toskanische Mannschaft absolvierte. In der darauffolgenden Spielzeit bestritt er 28 Partien und stieg mit Massese in die Serie C2 auf. Nach wenigen Partien zu Beginn der Saison 1984/85 verließ er den Verein und unterzeichnete bei der AC Parma einen Vertrag. Der Verteidiger wurde bereits nach kurzer Zeit ein wichtiger Bestandteil der Mannschaft, musste jedoch zum Saisonende in die dritthöchste Spielklasse absteigen. In der darauffolgenden Saison gelang der direkte Wiederaufstieg, womit Parma wieder in der Serie B vertreten war.
Im Jahr 1987 wechselte Mussi überraschend zum AC Mailand. Mit den Mailändern konnte er in seiner ersten Spielzeit bereits die ersten Titelgewinne verbuchen. So gewann er die italienische Meisterschaft und den Supercup. Im Folgejahr wurde der Sieg im Europapokal der Landesmeister errungen. Im Sommer 1989 nahm ihn der damalige Zweitligist Torino Calcio unter Vertrag. In der Saison 1989/90 gelang mit dem Gewinn der Serie B-Meisterschaft die Rückkehr in die höchste Liga. In der darauffolgenden Spielzeit wurde mit dem fünften Tabellenrang souverän der Klassenerhalt erreicht und die Teilnahme am UEFA-Pokal gesichert. Dabei erspielte sich Torino einen Punkt mehr als der Stadtrivale Juventus Turin, die als Siebter der Serie A die Teilnahme an einem internationalen Pokalwettbewerb verpassten.
Nachdem Mussi auch in den folgenden drei Jahren im Torino Calcio den Ligaerhalt in der Serie A erfolgreich sicherstellen konnte und im Jahr 1991 den Mitropapokal gewinnen sowie in der Saison 1992/93 den Gewinn der Coppa Italia feiern konnte, schloss er sich dem Ligakonkurrenten AC Parma an. Somit kehrte der Abwehrspieler nach sieben Jahren nach Parma zurück. Auch bei Parma verlief seine Laufbahn erfolgreich, er gewann zwei Mal den UEFA-Pokal und im Jahr 1999 auch die Coppa Italia. Danach beendete er seine aktive Laufbahn als Fußballspieler.

### In der Nationalmannschaft
Im Jahr 1993 wurde Mussi erstmals in die italienische Fußballnationalmannschaft berufen, für die er am 13. Oktober 1993 in der Partie gegen Schottland debütierte. Der Höhepunkt seiner Karriere in der Nationalmannschaft war die Teilnahme an der Fußball-Weltmeisterschaft 1994. Er wurde von Nationaltrainer Arrigo Sacchi in den italienischen Kader für das Turnier aufgeboten und in den drei Partien gegen Nigeria, Bulgarien und Brasilien eingesetzt. Nach dem gewonnenen Halbfinale gegen die Bulgaren, unterlagen die Italiener im Finalspiel erst im Elfmeterschießen gegen Brasilien.
Der Verteidiger wurde zudem in das Aufgebot für die Fußball-Europameisterschaft 1996 berufen und in den drei Gruppenspielen gegen Russland, Tschechien und Deutschland eingesetzt. Mussi scheiterte mit der Mannschaft bereits in der Vorrunde.

## Erfolge

### Im Verein
- Italienischer Meister: 1987/88
- Italienischer Serie-B-Meister: 1989/90
- Italienischer Pokalsieger: 1992/93, 1998/99
- Italienischer Supercupsieger: 1988
- Europapokalsieger der Landesmeister: 1988/89
- UEFA-Pokal-Sieger: 1994/95, 1998/99
- Mitropapokalsieger: 1991

### In der Nationalmannschaft
- Vize-Weltmeister: 1994